# Armatosterna spinifera
Armatosterna spinifera là một loài bọ cánh cứng trong họ Cerambycidae.